# Mörk brednäbb
Mörk brednäbb (Corydon sumatranus) är en fågel i familjen praktbrednäbbar inom ordningen tättingar som förekommer i Sydostasien.

## Utseende och läte
Mörk brednäbb är en udda fågel med övervägande mörk fjäderdräkt, ljus haklapp och en enorm rosa näbb. Den utdragna kraftiga kroppen gör att den påminner mer om en avvikande blåkråka än en stor brednäbb. Den har många olika läten, bland annat en stigande serie gnissliga toner, men även mjuka enkla toner och mindre behagliga kväkningar och skallrande ljud.

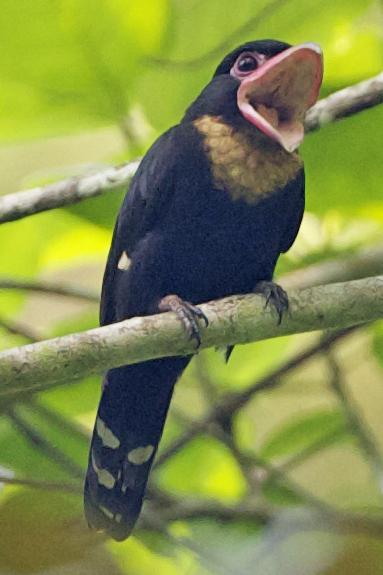

## Utbredning och systematik
Mörk brednäbb placeras som enda art i släktet Corydon. Den delas in i fyra underarter med följande utbredning:
- Corydon sumatranus laoensis – förekommer från södra Myanmar till norra Thailand och Indokina
- Corydon sumatranus sumatranus – förekommer i sydligaste Thailand, Malackahalvön, Sumatra och ön Penang
- Corydon sumatranus brunnescens – förekommer på nordvästra Borneo (Sarawak) och i norra Natunaöarna
- Corydon sumatranus orientalis – förekommer på Borneo (utom i nordväst)

Underarten orientalis inkluderas ofta i brunnescens.

### Familjetillhörighet
Familjerna praktbrednäbbar (Eurylaimidae) och grönbrednäbbar (Calyptomenidae) behandlades tidigare som en och samma familj, Eurylaimidae, med det svenska trivialnamnet brednäbbar. Genetiska studier visar att de inte är varandras närmaste släktingar.

## Levnadssätt
Mörk brednäbb hittas i skogsmarker från låglandet upp till bergstrakter, vanligen i fuktigare områden. Likt en blåkråka gör den utfall mot byten från sittplats, men är mycket mer social och påträffas ofta i ljudliga medelstora grupper.

## Status och hot
Arten har ett stort utbredningsområde och en stor population, men tros minska i antal till följd av skogsavverkning, dock inte tillräckligt kraftigt för att den ska betraktas som hotad. Internationella naturvårdsunionen IUCN kategoriserar därför arten som livskraftig (LC). Världspopulationen har inte uppskattats men den beskrivs som ovanlig i Stora Sundaöarna och norra Thailand, men lokalt vanlig på Malackahalvön.